# Saint-Médard-d'Eyrans
 Saint-Médard-d'Eyrans  es una población y comuna francesa, situada en la región de Aquitania, departamento de Gironda, en el distrito de Burdeos y cantón de La Brède.

## Demografía
| 831 | 1109 | 1330 | 1490 | 2033 | 2277 |
| Para los censos de 1962 a 1999 la población legal corresponde a la población sin duplicidades (Fuente: INSEE [Consultar]) |      |      |      |      |      |